# Sonic Prime
A Sonic Prime 2022 és 2024 között vetített koprodukciós televíziós 3D-s számítógépes animációs sorozat, amelyet Sega és Man of Action alkotott.
Amerikában és Magyarországon a Netflix mutatta be 2022. december 15-én. A 2.évad 2023. július 13-án jelent meg a Netflix-en. A 3. évad 2024. január 11-én jelent meg.
Magyarországon 2025. július 21-én a Nicktoons-on is bemutattják.

## Cselekmény

### Első évad
A Dr. Tojásfejel vívott csata során Sonic meggondolatlanul elpusztítja a Paradoxon Prizmának nevezett kristályszerű műtárgyat, amely elpusztítja az univerzumot, és létrehozza a "Szilánkverzumot", egy multiverzumokkal teli űrt, egy úgynevezett "Szilánktér", ahol Sonic nem létezik, és amelyen keresztül más alternatív világokba is beléphet. Első úti célja Green Hill disztópikus változata, az úgynevezett Tyúk York City, amelyet a Káosz Tanács ural, egy diktátorcsoport, amely Tojásfej öt alternatív változatából áll (Dr. Gügyi, Dr. Hagyj, Mr. Dr. Tojásfej, Dr. Mély, és Dr. Készen). Sonic ott találkozik először barátai, Tails, Knuckles, és Rouge alternatív változataival. Együtt hatolnak be a Káosz Tanács erődjébe, és harcolnak robot seregeikkel, köztük Amy Rose kiborg változatával név szerint Rozdás Rose-al. Sonic rájön, hogy a Tanács energiaforrása a Paradoxon Prizma szilánkja. Sonic úgy tud átkerülni a többi alternatív univerzumba is, ha minden egyes univerzumban megtalálja, és megérinti a kristályszilánkot, többek között az Erdei Labirintusba, és Seholföldjére.

## Szereplők
| Szereplő                     | Eredeti hang              | Magyar hang          | Leirás |
| ---------------------------- | ------------------------- | -------------------- | --- |
| Sonic, a sündisznó           | Deven Mack                | Szabó Máté           | Egy kék antropomorf sündisznó, amely szuperszonikus sebességgel képes futni. Bár néha beképzelt és egoista tud lenni, mélyen törődik barátaival, és igyekszik megvédeni a világot Dr. Tojásfej-től. A Szilánktér különböző részein Sonic cipője különböző képességekkel ruházza fel, mint például Tyúk York City-ben elektromos képességekkel rendelkezik, az Erdei Labirintusban fal mászásra, és Seholföldén pedig képes lebegni a vízben. |
| Káosz Sonic                  | Deven Mack                | Szabó Máté           | A Káosz Tanács által létrehozott robot, amely hasonlít a Sonicra. Rozsdás Rose helyére jött létre, miután a Káosz Tanács elhagyta őt. Kaósz Sonic hasonlít Metal Sonic-ra. |
| Orbot                        | Deven Mack                | TBA                  | Dr. Tojásfej robot csatlósai, átlagosnál gyengébb hozzáértéssel. |
| Cubot                        | Deven Mack                | TBA                  | Dr. Tojásfej robot csatlósai, átlagosnál gyengébb hozzáértéssel. |
| Miles „Tails” Prower         | Ashleigh Ball             | Szalay Csongor       | Egy sárga antropomorf róka, aki Sonic legjobb barátja, zseniális feltaláló, és tud repülni a két farkával. |
| Tails Nine                   | Ashleigh Ball             | Szalay Csongor       | Tails Tyúk York City-beli változata, aki további hét mechanikus farkat épített magának, miután állandóan zaklatták két farka miatt, Sonic vonakodó szövetségese. |
| Veszett                      | Ashleigh Ball             | Szalay Csongor       | Tails Erdei Labirintus-beli változata, aki vadállatként viselkedik, általában négykézláb jár, és csak morogva kommunikál. |
| Matróz                       | Ashleigh Ball             | Szalay Csongor       | Tails Seholfölde-beli változata, aki egy mechanikus kart hozott létre az övén, hogy több feladatot tudjon egyszerre végrehajtani. |
| Bunny Bones                  | Ashleigh Ball             | Pupos Tímea          | Knuckles, a rém legénységének egy korábbi tagja, aki eltávozott, és csapatot alkotott a többi taggal, Jack vezetésével. |
| Dr. Ivo „Tojásfej” Robotnyik | Brian Drummond            | Kerekes József       | Egy gonosz zseni 300-as IQ-val, Sonic ősellensége. Terveihez a Paradoxon Prizmát tervezte megszerezni. |
| Mr. Dr. Tojásfej             | Brian Drummond            | Kerekes József       | Dr. Tojásfej Tyúk York City-beli változata, aki a Káosz Tanács vezetője. |
| Dr. Készen                   | Brian Drummond            | Csuha Lajos          | A Káosz Tanács tagja, aki Dr. Tojásfej öregebb verziójára hasonlít. |
| Stormbeard                   | Brian Drummond            | Megyeri János        | Knuckles, a rém legénységének egy korábbi tagja, aki eltávozott, és csapatot alkotott a többi taggal, Jack vezetésével. |
| Knuckles, a hangyászsün      | Adam Nurada               | Varga Rókus          | Egy piros antropomorf hangyászsün, amelynek nagy öklei sok erőt adnak neki. |
| Renegát Knucks               | Vincent Tong              | Varga Rókus          | Knuckles Tyúk York City-beli változata, aki az Ellenállás tagja. |
| Zsémbes                      | Vincent Tong              | Varga Rókus          | Knuckles Erdei Labirintus-beli változata, aki a Fosztogatók tagja. |
| Knuckles, a rém              | Vincent Tong              | Varga Rókus          | Knuckles Seholfölde-beli változata, aki az Angyal útja nevű hajójának kapitánya. Nyugodtnak tűnik, és a legénység többi tagjával ellentétben gyorsan kifejezi Sonic iránti bizalmát. |
| Dr. Mély                     | Vincent Tong              | Kisfalusi Lehel      | A Káosz Tanács tagja, aki filozófiailag beszél, miközben rikítóbb gesztusokat tesz, mint a többi tag. |
| Dr. Hagyj                    | Vincent Tong              | Bogdán Gergő         | A Káosz Tanács tinédszer korú tagja, aki lusta, és gyakran látják videojátékokkal játszani, de ennek ellenére képzett programozó. |
| Dr. Gügyi                    | Vincent Tong              | Eredeti hang         | A Káosz Tanács csecsemő korú tagja, aki fiatal kora és kommunikációs képtelensége ellenére fizikailag és intellektuálisan ugyanolyan alkalmas, mint a többi tag. |
| Amy Rose                     | Shannon Chan-Kent         | Magyar Viktória      | Egy rózsaszin sündisznó, Sonic barátja, aki a Piko Piko kalapács segítségével harcol. |
| Rozsdás Rose                 | Shannon Chan-Kent         | Magyar Viktória      | Amy Tyúk York City-beli változata, egy kiborg akit a Káosz Tanács irányítt. |
| Tövis Rose                   | Shannon Chan-Kent         | Magyar Viktória      | Amy Erdei Labirintus-beli változata, aki túlzottan védi a környező természetet, és megtámad mindenkit, aki esetleg ártani próbál neki. |
| Fekete Rose                  | Shannon Chan-Kent         | Magyar Viktória      | Amy Seholfölde-beli változata, aki Knuckles, a rém legénységének tagja. |
| Rouge, a denevér             | Kazumi Evans              | Hermann Lilla        | Egy fehér antropomorf denevér, aki egyben kém is. |
| Rebellis Rouge               | Kazumi Evans              | Hermann Lilla        | Rouge Tyúk York City-beli változata, aki a Káosz Tanács lerombolását célzó Ellenállás vezetője. |
| Morc                         | Kazumi Evans              | Hermann Lilla        | Rouge Erdei Labirintus-beli változata, aki a Fosztogatók vezetője. |
| Palló                        | Kazumi Evans              | Hermann Lilla        | Rouge Seholfölde-beli változata, aki Knuckles, a rém legénységének tagja. Mindig hűséget mutat a jelenlegi kapitányhoz. |
| Shadow, a sündisznó          | Ian Hanlin                | Hamvas Dániel        | Egy fekete sündisznó, akinek sebessége Sonic-kal vetekszik. Miután látta, hogy Sonic mekkora kárt okozott a Paradoxon prizma feltörése miatt, küldetésévé tette, hogy megakadályozza Sonic-kot abban, hogy további károkat okozzon, és segítsen neki kijavítani a hibáját. |
| Big, a macska                | Ian Hanlin                | Németh Attila István | Egy lila antropomorf macska, aki szeret horgászni. Mindig vele kedvenc békája, Froggy. |
| 1998-as számú polgár         | Ian Hanlin                | Németh Attila István | Big Tyúk York City-beli változata, aki ugyanolyan nyomorult életet él, mint a többi törvénytisztelő lakos. |
| Mérhes                       | Ian Hanlin                | Németh Attila István | Big Erdei Labirintus-beli változata, aki nem áll meg semminél, hogy megpróbálja kikaparni az ételt, amit talál. |
| Harcsa                       | Ian Hanlin                | Németh Attila István | Big Seholfölde-beli változata, gyakran látják zenélni a kaloz csapatnak. |
| Vörös osztagparancsnok       | Rachell Hofstetter        | Staub Viktória       | Az Ellenállás tagja. |
| Jack                         | Seán William McLoughlin   | Maday Gábor          | A Knuckles, a rém legénységének egykori tagja. Miután egy kaland miatt a legénység elveszítette a hajóját, Jack és a személyzet többi tagja egyedül hagyta el a Rémet, és megalapította saját legénységét. |
| Eggforcerek                  | Brian Drummond Ian Hanlin | TBA                  | A Káosz Tanács robotjai. |
| Vasútállomás bemondó         | Kazumi Evans              | Hám-Kereki Anna      | |
| Biztonsági drón              | Kazumi Evans              | TBA                  | |
| Rebellis polgár              | Shannon Chan-Kent         | TBA                  | |

További magyar hangok: Geri Tamás, Tárnok Csaba, Szabó Andor, Sörös Miklós

### Magyar változat
- Magyar szöveg: Imri László
- Felvevő hangmérnök: Regenye András
- Hangmérnök: Salgai Róbert
- Vágó: Házi Sándor
- Gyártásvezető: Rába Ildikó
- Szinkronrendező: Sánta Annamária
- Produkciós vezető: Haramia Judit

A szinkront az SDI Media Hungary készítette.

## Évados áttekintés
| Évad | Évad | Epizódok | Amerikai sugárzás  | Amerikai sugárzás  | Amerikai adó     | Magyar sugárzás    | Magyar sugárzás    | Magyar adó          | Magyar sugárzás  | Magyar sugárzás  | Magyar adó |
| Évad | Évad | Epizódok | Évadpremier        | Évadfinálé         | Amerikai adó     | Évadpremier        | Évadfinálé         | Magyar adó          | Évadpremier      | Évadfinálé       | Magyar adó |
| ---- | ---- | -------- | ------------------ | ------------------ | ---------------- | ------------------ | ------------------ | ------------------- | ---------------- | ---------------- | ---------- |
|      | 1    | 8        | 2022. december 15. | 2022. december 15. |                  | 2022. december 15. | 2022. december 15. |                     | 2025. július 21. | 2025. július 30. |            |
|      | 2    | 8        | 2023. július 13.   | 2023. július 13.   | 2023. július 13. | 2023. július 13.   | 2025. július 31.   | 2025. augusztus 11. |                  |                  |            |
|      | 3    | 7        | 2024. január 11.   | 2024. január 11.   | 2024. január 11. | 2024. január 11.   |                    |                     |                  |                  |            |

## Epizódok

### 1. évad (2022)
| #  | Cím                                             | Rendező                       | Író                         | Premier                                                            |
| -- | ----------------------------------------------- | ----------------------------- | --------------------------- | ------------------------------------------------------------------ |
| 1. | Összetörve (Shattered)                          | Erik Wiese                    | Man of Action és Erik Wiese | 2022. december 15. 2022. december 15. 2025. július 21. (Nicktoons) |
| 2. | Vicc (The Yoke's On You)                        | Erik Wiese                    | Man of Action és Erik Wiese | 2022. december 15. 2022. december 15. 2025. július 22. (Nicktoons) |
| 3. | Menekülés a nagyvárosból (Escape From New Yoke) | Erik Wiese                    | Man of Action és Erik Wiese | 2022. december 15. 2022. december 15. 2025. július 23. (Nicktoons) |
| 4. | Dzsungeltúra (Unwelcome to the Jungle)          | Erik Wiese és Kiran Sangherra | Brittany Jo Flores          | 2022. december 15. 2022. december 15. 2025. július 24. (Nicktoons) |
| 5. | Fától az erdőt (Barking Up The Wrong Tree)      | Erik Wiese                    | Patricia Villetto           | 2022. december 15. 2022. december 15. 2025. július 25. (Nicktoons) |
| 6. | Rémes helyzet (Situation: Grim)                 | Erik Wiese                    | Marcus Rinehart             | 2022. december 15. 2022. december 15. 2025. július 28. (Nicktoons) |
| 7. | Seholfölde (It Takes One to No Place)           | Erik Wiese                    | Omar Spahi                  | 2022. december 15. 2022. december 15. 2025. július 29. (Nicktoons) |
| 8. | Kalózcsapat (There's No ARRGH In "Team")        | Erik Wiese                    | Justin Peniston             | 2022. december 15. 2022. december 15. 2025. július 30. (Nicktoons) |

### 2. évad (2023)
| Sor. | Év. | Cím                                               | Rendező                         | Író                                                    | Premier                                                           |
| ---- | --- | ------------------------------------------------- | ------------------------------- | ------------------------------------------------------ | ----------------------------------------------------------------- |
| 9.   | 1.  | Az Üresség (Avoid the Void)                       | Erik Wiese & Logan McPherson    | Erik Wiese & Logan McPherson Történet: Marcus Rinehart | 2023. július 13. 2023. július 13. 2025. július 31. (Nicktoons)    |
| 10.  | 2.  | Csata az erdőben (Battle in the Boscage)          | Andrew Duncan & Kiran Sangherra | Marcus Rinehart                                        | 2023. július 13. 2023. július 13. 2025. augusztus 1. (Nicktoons)  |
| 11.  | 3.  | Második hullám (Second Wind)                      | Ishi Rudell                     | Charlotte Fullerton                                    | 2023. július 13. 2023. július 13. 2025. augusztus 4. (Nicktoons)  |
| 12.  | 4.  | Nincs kiút (No Way Out)                           | Joel Salaysay                   | Patricia Villetto                                      | 2023. július 13. 2023. július 13. 2025. augusztus 5. (Nicktoons)  |
| 13.  | 5.  | Őrület a rendszerben (A Madness to Their Methods) | Andrew Duncan & Kiran Sangherra | Justin Peniston                                        | 2023. július 13. 2023. július 13. 2025. augusztus 6. (Nicktoons)  |
| 14.  | 6.  | A baj nem jár egyedül (Double Trouble)            | Ishi Rudell                     | Marcus Rinehart                                        | 2023. július 13. 2023. július 13. 2025. augusztus 7. (Nicktoons)  |
| 15.  | 7.  | Megleckéztetés (Cracking Down)                    | Joel Salaysay                   | Patricia Villetto                                      | 2023. július 13. 2023. július 13. 2025. augusztus 8. (Nicktoons)  |
| 16.  | 8.  | Hátborzongató esélyek (Ghost of a Chance)         | Andrew Duncan & Kiran Sangherra | Marcus Rinehart                                        | 2023. július 13. 2023. július 13. 2025. augusztus 11. (Nicktoons) |

### 3. évad (2024)
| Sor. | Év. | Cím                                         | Rendező                         | Író              | Premier                           |
| ---- | --- | ------------------------------------------- | ------------------------------- | ---------------- | --------------------------------- |
| 17.  | 1.  | Zord jövő (Grim Tidings)                    | Ishi Rudell                     | Chris Milan      | 2024. január 11. 2024. január 11. |
| 18.  | 2.  | Kupolám, édes kupolám (Dome Sweet Dome)     | Joel Salaysay                   | Patricia Viletto | 2024. január 11. 2024. január 11. |
| 19.  | 3.  | Nincs menekvés (No Escape)                  | Andrew Duncan & Kiran Sangherra | Marcus Rinehart  | 2024. január 11. 2024. január 11. |
| 20.  | 4.  | Nine életei (Nine's Lives)                  | Ishi Rudell                     | Justin Peniston  | 2024. január 11. 2024. január 11. |
| 21.  | 5.  | Harc az otthonért (Home Sick Home)          | Kiran Sangherra and Erik Wiese  | Patricia Viletto | 2024. január 11. 2024. január 11. |
| 22.  | 6.  | Az ördögi Tails (The Devil Is in the Tails) | Kiran Sangherra and Erik Wiese  | Logan McPherson  | 2024. január 11. 2024. január 11. |
| 23.  | 7.  | Vissza a kezdetekhez (From the Top)         | Kiran Sangherra and Erik Wiese  | Chris Milan      | 2024. január 11. 2024. január 11. |

## A sorozat készítése
A sorozatot hivatalosan 2021 februárjában jelentették be. A sorozat fejlesztését eredetileg egy 2020 decemberében törölt tweetben fedték fel. Colleen O'Shaughnessey, aki 2014 óta Miles "Tails" Prower megformálásáról ismert, a Twitteren egy tweetre azt válaszolta, hogy nem fogja újra eljátszani a szerepet a Netflix sorozatában, mivel a kanadai tartalom és a szakszervezeti törvények miatt a kanadai televíziós sorozatokban szerepet játszó szinkronszínészek nagy részének kanadainak kell lennie. 2022 májusában bejelentették, hogy Deven Mack fogja megszólaltatni a címszereplőt a sorozatban.